# Kultura ploščastih grobov
Kultura ploščastih grobov je arheološka kultura Mongolije iz pozne bronaste in starejše železne dobe. Genetske raziskave kažejo, da je bila kultura ploščastih grobov ena od primarnih komponent kulture prednikov Šiungnujev. S to kulturo je vsaj delno povezana etnogeneza turških in sodobnih mongolskih ljudstev. Trditev dodatno potrjujejo genetske raziskave posmrtnih ostankov v grobovih.
Kultura ploščastih grobov je datirana v obdobje od leta 1100 do 300 pr. n. št. Njen izvor ni dokončno znan, številni dokazi pa kažejo na njen lokalni nastanek najkasneje v bronasti dobi. Ljudje iz ulanuzuške kulture in kulture ploščastih grobov so bili tesno povezani s starodavnimi severovzhodnimi Azijci. Genetski profili posameznikov iz obeh kultur so identični, kar je v skladu z arheološko hipotezo, da se je kultura ploščastih grobov razvila iz ulanuzuške kulture. 
Na zahodu je bila kultura ploščastih grobov nekaj stoletij sosednja in sočasna z različnimi kulturami Sakov, kot so tagarska, paziriška in aldi-belska kultura. Kulturi ploščastih grobov je sledila šiungnujska kultura, ki je ustvarila ogromen imperij, ki se je raztezal po večjem delu evrazijskega sveta, in doživela hibridizacijo zahodnih in vzhodnih evrazijskih populacij in kultur. 

## Ozemlje
Spomenike s ploščami so postavljali v severni, srednji in vzhodni Mongoliji, Notranji Mongoliji, severozahodni Kitajski (regija Šindžjang, gorovje Čilian itd.), Mandžuriji, Malem Khinganu, Burjatiji, južni Irkutski regiji ter južnem in srednjem zabajkalskem ozemlju. Ime kulture izhaja iz glavne tipologije grobov: grobovi imajo pravokotne ograje iz navpično postavljenih plošč gnajsa ali granita in kamnite gomile znotraj ograje. Arheologi so odkrili cele naselbine, grobne in obredne strukture, skalne slike, jelenje stele in druge ostanke iz te kulture. 
Najmlajši grobovi kulture ploščnih grobov so iz 6. stoletja pr. n. št., najstarejši spomeniki pred šiungnujsko kulturo pa sodijo v 2. stoletje pr. n. št. Vrzel med njimi je daljša od treh stoletij. Spomenikov, ki bi zapolnili to kronološko vrzel, skoraj ne poznamo. 

## Grobovi
Ploščasti grobovi so posamezni ali skupinski za pet do osem oseb. Na pokopališčih je do 350 ograjenih grobnih mest, na pokopališču Aga Burjat pa celo več kot tisoč. Velika pokopališča imajo jasen načrt. Na njih so večinoma grobovi in nekaj obrednih ograd – kenotafov. Grobovi so orientirani v smeri vzhod-zahod. Pokojniki so položeni na hrbet, z glavo obrnjeno proti vzhodu. 
Dimenzije ograj so od 1,5 m do 9,6 m. Plošče so visoke od 0,5 m do 3 m. Grobne jame pod nekaterimi gomilami so pokrite s ploščami, ki so pogosto precej velike. Grobovi so globoki od 0,6 m do 2,5–3 m. V globokih grobovih so stranske plošče zložene v več plasteh. Znotraj ograj so ponekod postavljene jelenje stele ali posamezne plošče s podobami jelenov, redkeje konj, ki jih spremljajo solarni znaki in orožje. 
Grobni kompleks na gori Lami na območju Nerčinska je sestavljen iz približno 30 metrov dolgih grobov, razdeljenih na 4 dele. Neizropan grob je bil pokrit z več ploščami, težkimi do pol tone. Pod pokrivnimi ploščami je bil oltar z lobanjami konj, krav in ovac, pod njim pa pet pogrebnih komor. 
Večina grobov je bila izropana. Oblačila in obutev pokojnikov so barvita, z različnimi okraski iz brona, kosti in kamna. Okraski imajo obliko ploščic, gumbov, ogrlic, obeskov, ogledal in školjk kavri. Orodje je redko. V grobovih se najdejo le igle in šivanke, noži in sekire. Še manj pogosto je orožje, kot so konice puščic, bodala in končniki lokov. V nekaterih grobovih so konjske oprave in ročaji za biče. V grobovih so našli tudi nekaj bronastih predmetov, predmeti iz železa in plemenitih kovin pa so zelo redki. 
Najdene čaše so lončene z okroglim dnom, nekatere pa so trinožne. Okraski na posodah so odtisi, zaviti trakovi in vdolbine. Umetnost nagrobne kulture sodi v umetnost "živalskega sloga", ki prikazuje udomačene in divje živali, vsakdanje življenje in glavne poklice. Umetnost kulture ploščastih grobov ima veliko skupnih značilnosti s karasuško, tagarsko in drugimi kulturami južne Sibirije. 

### Grobovi ob Bajkalskem jezeru
Na območju južno od Bajkalskega jezera je mogoče videti na tisoče grobov. V nekaterih primerih tvorijo pokopališče z jasnim načrtom in strogim redom. Pri jezeru Balzino, na primer, je okoli sto grobov razporejenih v kroge in pravokotnike. Grobovi so običajno na sončnih vzpetinah. Monumentalni grobovi kažejo na veličino ljudi, ki so tam nekoč živeli, in so postali sestavni del kulturne in zgodovinske pokrajine vzhodnobajkalskih step.
- Ploščast grob iz Horinske regije v Burjatiji, prestavljen v Etnografski muzej vzhodnobajkalskih ljudstev
- Nagrobni kamen, gora Daram, vzhodna Mongolija
- Perle iz ploščastega groba, Mongolija
- Lončenina iz ploščastega groba, Narst, Bulgan, severna Mongolija